# Zózimo
Zózimo Alves Calazães, známý jako Zózimo (19. června 1932, Salvador – 17. července 1977, Rio de Janeiro) byl brazilský fotbalový obránce. Mistr světa z roku 1958 ve Švédsku a 1962 v Chile. Zúčastnil se Letních olympijských her 1952. Za brazilskou fotbalovou reprezentaci odehrál 35 zápasů, vstřelil 1 gól. Zemřel ve 45 letech po autohavárii.